# Grågult kapuschongfly
Grågult kapuschongfly, Cucullia lychnitis är en fjärilsart som beskrevs av Jules Pièrre Rambur 1833. Grågult kapuschongfly ingår i släktet Cucullia och familjen nattflyn, Noctuidae. Enligt den svenska rödlistan är arten sårbar, VU, i Sverige. Arten förekommer på mellersta och södra Öland. Tidigare förekom arten i östra Skåne och Blekinge, men där har endast enstaka fynd av reproducering gjorts sedan 1970-talet. Något fynd finns även i östra Småland. Artens livsmiljö är ruderatmarker, vägrenar, äldre park- och gårdsmiljöer där värdväxten (främst mörkt kungsljus, Verbascum nigrum) växer solexponerat. Två underarter finns listade i Catalogue of Life, Cucullia lychnitis albescens Wiltshire, 1968 och Cucullia lychnitis albicans Wiltshire, 1976.